# Rhipidia illuminata
Rhipidia illuminata är en tvåvingeart som först beskrevs av Alexander 1967.  Rhipidia illuminata ingår i släktet Rhipidia och familjen småharkrankar.
Artens utbredningsområde är Peru. Inga underarter finns listade i Catalogue of Life.